# David Farquharson

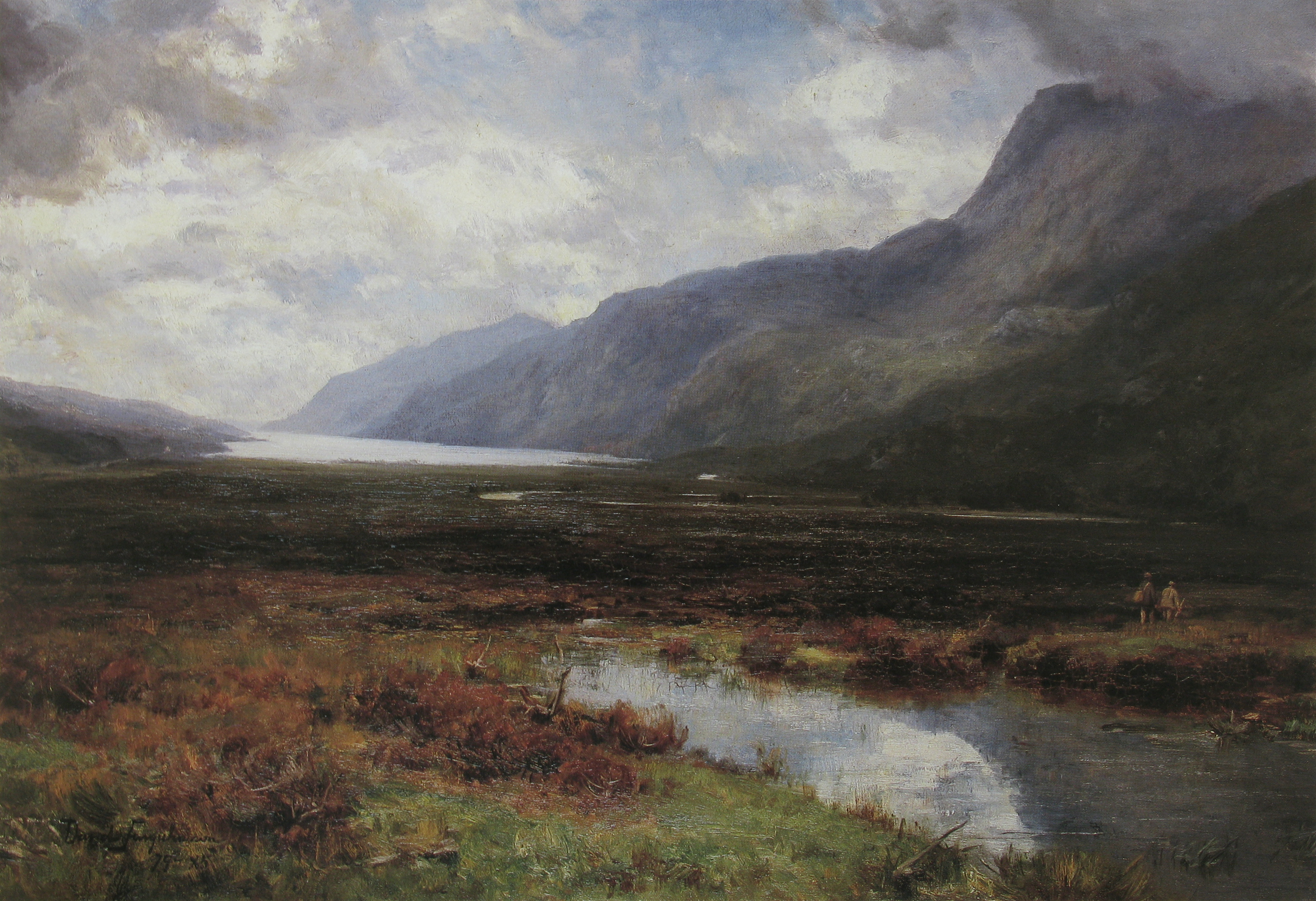
The End of the Day’s Fishing

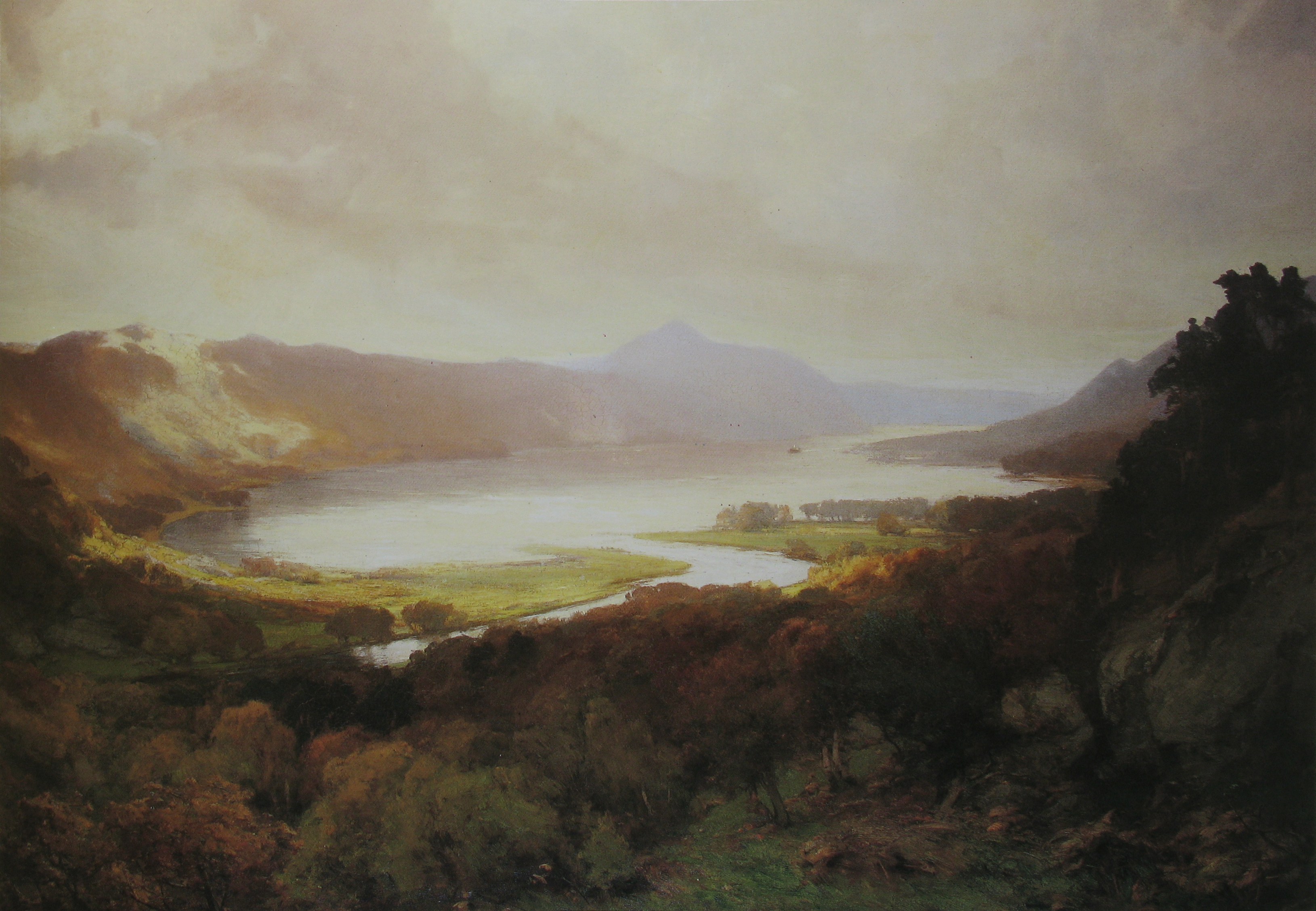
Loch Lomond

David Farquharson (* 17. November 1839 in Blairgowrie, Perthshire; † 12. Juli 1907 in Sennen Cove, Cornwall) war ein schottischer Landschaftsmaler.

## Leben
Farquharson lebte zuerst in seiner Heimatstadt, zog aber auf der Suche nach Aufträgen 1872 nach Edinburgh, wo er bis 1882 blieb. Danach ging er nach London und wohnte bis 1897 in St. John’s Wood, einem Londoner Künstlerviertel. Die restliche Zeit seines Lebens verbrachte er in dem kleinen Ort Sennen Cove in Cornwall.
Farquharson stellte ab 1868 in der Royal Scottish Academy aus, und von 1877 bis 1904 auch in der Royal Academy of Arts in London. Seine Landschaftsdarstellungen fanden dort große Beachtung, was ihm 1904 die Wahl zum Associate Member of the Royal Academy (ARA) einbrachte. 

## Werk
Farquharsons Bilder zeigen eine große Vielfalt an Motiven; sie reichen von holländischen Landschaften und Flussansichten, über englische Küstenszenerien bis zu Ansichten der schottischen Lowlands und Highlands, die er auch in den Jahren, in denen er in Cornwall lebte, häufig besuchte. Zu Farquharsons Hauptwerk gehören The Links of Forth (1883), In a Fog (1897), Full Moon and Spring Tide (1904) sowie Birnam Wood (1906).